# Epinephelus longispinis
El mero espigón (Epinephelus longispinis) es una especie de peces de la familia Serranidae en el orden de los Perciformes.

## Morfología
Los machos pueden llegar alcanzar los 55 cm de longitud total.

## Distribución geográfica
Se encuentra desde Kenia hasta Sudáfrica.